# Prosper-Parfait Goubaux
Prosper-Parfait Goubaux (* 10. Juni 1795 in Paris; † 31. Juli 1859 in Paris) war ein französischer Dramatiker und Pädagoge.

## Leben und Wirken
Goubaux besuchte als Stipendiat das Lycée Louis-le-Grand und unterrichtete dann Latein und Griechisch an der École Sainte-Barbe. 1820 gründete er eine eigene Schule, die Institution Saint-Victor, die ihn bald in schwere finanzielle Bedrängnis brachte. Zu ihren Lehrern zählten Alphonse Karr und Michel de Bourges. 1827 gab er mit Jaques-Félix Beudin und Victor Ducange das Melodram Trente ans ou la Vie d’un joueur heraus, das im Folgejahr von Józef Damse vertont wurde.  Im gleichen Jahr erschien in einer zweibändigen Ausgabe auch seine Übersetzung der Werke des Horaz.
Nach 1830 vereinigte Goubaux seine Schule mit der Institution La Chauvinière und gab ihr ab 1837 eine praktischere Ausrichtung hin zu Industrie, Handel, Landwirtschaft und angewandter Wissenschaft. Die Stadt Paris interessierte sich für die Schule, nahm sie zunächst unter ihr Patronat und übernahm sie 1844 als École municipale François I (ab 1848 Collège Chaptal). Auch in dieser Zeit setzte Goubaux seine Tätigkeit als Schriftsteller fort. Unter anderem entstanden die Dramen Richard Darlington (mit Alexandre Dumas, 1832), Louise de Lignerolles (mit Ernest Legouvé, 1838) und Les Mystères de Paris (mit Eugène Sue, 1844). Als Schriftsteller geriet er weithin in Vergessenheit, zumal er seine Werke stets unter dem Pseudonym Dinaux veröffentlichte. Auf Grund einer Erkrankung an Magenkrebs musste er sich in den 1850er Jahren auch von seiner Lehrtätigkeit zurückziehen.